# Феррониобий
Феррониобий — ферросплав, содержащий около 60 % Nb (или Nb + Ta), 10-12,5 % Si, 2-6 % Al, 3-8 % Ti (остальное Fe и примеси); выплавляют электропечным алюминотермическим способом из пирохлорового концентрата или технической пятиокиси ниобия. Феррониобий применяют при выплавке конструкционной стали и жаропрочных сплавов.
Феррониобий — это один из самых дорогих ферросплавов, дорогостоящее металлургическое сырье. Как показывают химические эксперименты, феррониобий имеет очень высокую температуру плавления — около 1700 С. Соединения феррониобия растворяются в металле очень медленно. Как известно, в отдельных случаях расположения дефект этот может быть чрезвычайно опасным. С целью безопасности примерно на каждой 100—й плавке в изготовителя этого ферросплава проводится контроль гранулометрического состава феррониобия.